# Som Bahadur Kumal
Som Bahadur Kumal (* 26. Mai 1992) ist ein nepalesischer Leichtathlet, der sich auf den 400- und 800-Meter-Lauf spezialisiert hat. Er ist aktueller Landesrekordhalter über 800 Meter.

## Sportliche Laufbahn
Erste internationale Erfahrungen sammelte Som Bahadur Kumal bei den Südasienspielen 2016 in Guwahati, bei denen er über 800 Meter in 1:55,02 min den sechsten Platz belegte. Im Jahr darauf nahm er über 400 und 800 Meter an den Asienmeisterschaften in Bhubaneswar teil, schied dort aber mit 49,20 s bzw. 1:52,56 min in der ersten Runde aus. 2018 nahm er erstmals an den Asienspielen in Jakarta teil und schied dort mit neuem Landesrekord von 1:50,25 min im Vorlauf aus. 2019 gelangte er bei den Asienmeisterschaften in Doha über 800 Meter bis in das Halbfinale und schied dort mit 1:53,22 min aus. Anschließend gelangte er bei den Militärweltspielen in Wuhan bis in das Finale, konnte seinen Lauf dort aber nicht beenden. Anfang Dezember gewann er bei den Südasienspielen in Kathmandu in 1:51,44 min die Bronzemedaille hinter Indunil Herath aus Sri Lanka und dem Inder Mohammed Afsal Pulikkalakath. 2023 schied er bei den Asienmeisterschaften in Bangkok mit 48,33 s im Vorlauf über 400 Meter aus und kam auch über 800 Meter mit 1:51,70 min nicht über die Vorrunde hinaus. Im Oktober schied er bei den Asienspielen in Hangzhou mit 48,68 s in der ersten Runde über 400 Meter aus und verpasste über 800 Meter mit 1:50,38 min den Finaleinzug.
2022 wurde Kumbal nepalesischer Meister im 400- und 800-Meter-Lauf.

## Persönliche Bestzeiten
- 400 Meter: 48,33 s, 12. Juli 2023 in Bangkok
- 800 Meter: 1:50,25 min, 27. August 2018 in Jakarta (nepalesischer Rekord)